# Movilidad virtual

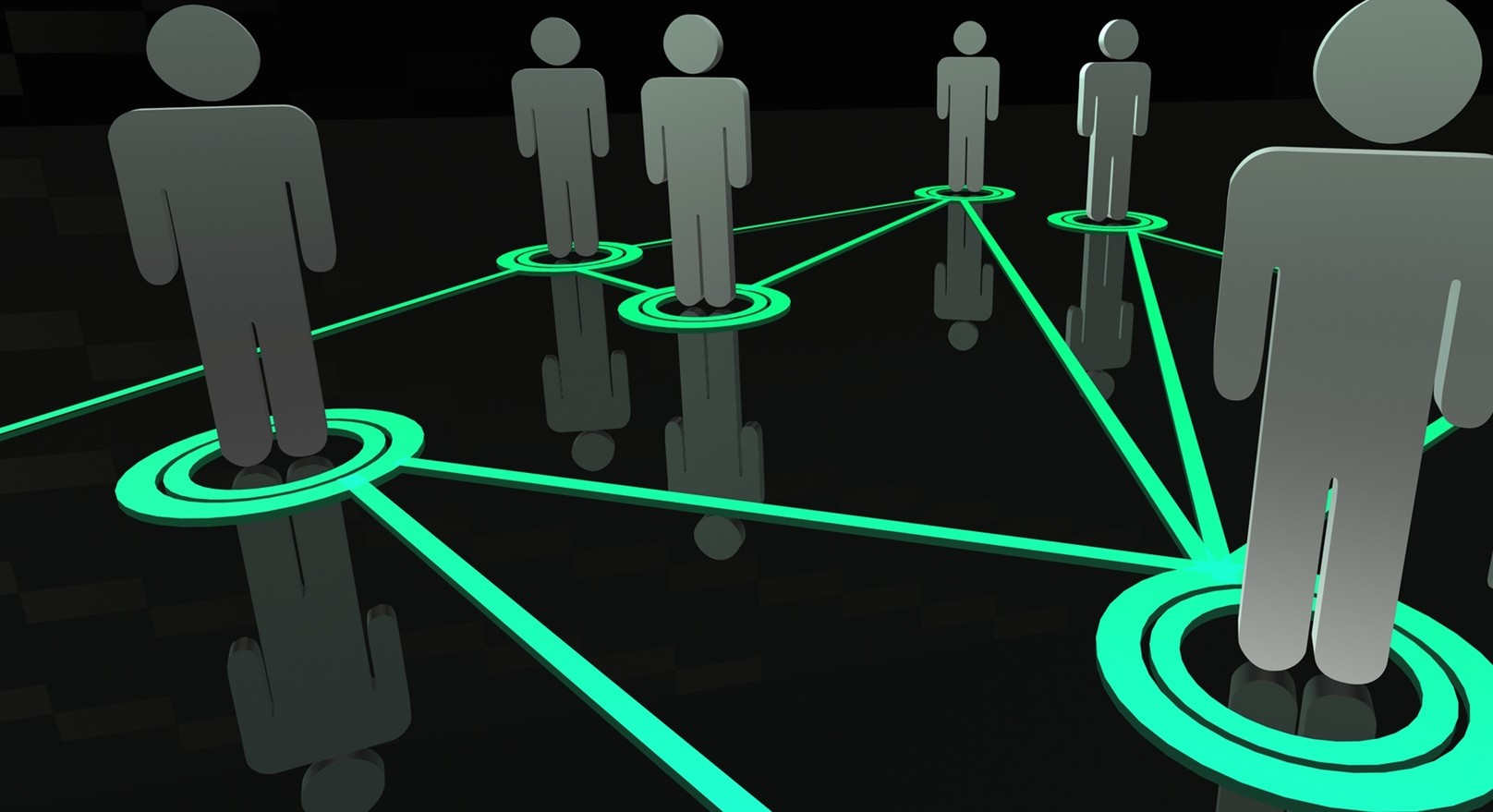

La movilidad virtual o virtual mobility, como se le conoce en inglés, hace referencia a la modalidad de movilidad estudiantil que se facilita las experiencias académicas de estudiantes (esencialmente de educación superior) en el extranjero con el apoyo de las Tecnologías de la información y la comunicación (TIC). La llamada Revolución tecnológica, así como la presencia de las TIC en casi todos los aspectos de la vida cotidiana han traído transformaciones en la práctica educativa. Para el caso de la educación superior, esta no ha sido la excepción. La integración de las TIC en las modalidades de estudio no presenciales (abiertos o a distancia) ha abierto un amplio abanico de posibilidades; Desde la incorporación a este nivel educativo de sectores sociales antes marginados, hasta la ruptura de las barreras del espacio y tiempo.
Educación y Formación 2020 de la Unión Europea (ET 2020), en su marco estratégico, pone de manifiesto que la educación universitaria del siglo XXI deberá sustentarse en el incremento de la movilidad, propiciando el aprendizaje a lo largo de la vida y por competencias,  como en el desarrollo del plurilingüismo.
"Conjunto de actividades apoyadas en tecnologías de la información y la comunicación, organizadas a nivel institucional, que realizan o facilitan experiencias de colaboraciones internacionales en el contexto de la enseñanza y/o el aprendizaje".

## Tipos de movilidad
José Silvo en Universidades virtuales móviles y aprendizaje permanente (e-spacio.uned.es) hace una distinción sobre tres tipos de espacio y movilidad:
- Geográfico
- Social
- Virtual

El geográfico hace referencia al espacio físico donde se mueven los individuos y se mide a través de coordenadas.
El social, implica la red de relaciones humanas en la sociedad y cada persona tiene posiciones y funciones dentro de ella.
El virtual ha aparecido con la incursión de INTERNET, que permite "navegar" y "moverse" sin moverse geográficamente.

## Incorporación de las TIC en la educación superior
A partir de la incorporación de las TIC en estas modalidades educativas, se puede identificar como señala Silvio (1998), una tendencia creciente hacia la virtualización de la educación superior.
En este panorama, la incorporación de las TIC han posibilitado el surgimiento nuevas formas de movilidad estudiantil, que permiten tanto a los estudiantes, como docentes e investigadores, participar de experiencias académicas en el extranjero , sin abandonar su lugar de origen o sus actividades cotidianas.
La movilidad virtual, en modalidades no presenciales, como su homóloga presencial puede aportar beneficios tanto a la formación profesional, como personal de los estudiantes ;que van desde el entendimiento de otras culturas, mayor flexibilidad y adaptabilidad, mayores oportunidades de empleo, hasta el aprendizaje de lenguas extranjeras.
"En una sociedad en la que la información ocupa un lugar tan importante es preciso cambiar de pedagogía y considerar que el alumno/a inteligente es el que sabe hacer preguntas y es capaz de decir cómo se responde a esas cuestiones. La integración de las tecnologías así entendidas sabe pasar de estrategias de enseñanza a estrategias de aprendizaje".
La incorporación de las TIC nos permite el aprendizaje en cualquier momento y lugar, como lo dice Burbules (2009). No es solamente estando en la facultad o en el aula, sino en la casa, en el lugar de trabajo, en el café; los estudiantes están aprendiendo de otras maneras y aprendiendo información nueva en muchos sectores, la mayoría de los cuales no tienen conexión con la facultad, con el colegio, con la escuela.  La denominación de “aprendizaje ubicuo”, representa un desafío para las escuelas y los educadores. Desarrollar nuevas asociaciones de colaboración con estos otros lugares de aprendizaje y ayudar a los estudiantes en las escuelas a relacionar el aprendizaje que tiene lugar en otros sitios donde están aprendiendo. El aprendizaje adquirido en la escuela es importante, así como también es importante relacionarlas con otros procesos de aprendizaje: en internet, en la cultura popular, en los medios y la televisión porque esta es una generación que está aprendiendo en muchísimos lugares y en un montón de maneras distintas.
Las evidencias quedan a la vista, sobre todo cuando vemos que cada vez son más las carreras universitarias que adoptan este beneficio permitiendo acercar el conocimiento específico orientado (como la UBP), inclinando la balanza a reforzar el trabajo para concretar que cada vez más personas puedan estudiar carreras de Grado y Pre Grado.

## Experiencias de movilidad virtual en el mundo
El fenómeno de la movilidad virtual se encuentra ampliamente difundido en los países europeos, así como también, en los Estados Unidos y países asiáticos. Trabajos como el de Haywood y otros,  Montes y Gea Megías (2011), han documentado experiencias de proyectos que impulsaron la movilidad virtual; el primero en un conjunto de 9 universidades (Universidad de Edimburgo, Universidad de Bristol, Universidad de Granada, universidad de Groningen, Universidad Católica de Leuven, Universidad de Pavía, Universidad de Siena, Universidad de Tartu y Universidad de Turku), el segundo; en la Universidad de Granada.Cabe destacar, que uno de los principales ejes de acción contemplados en el Proceso de Bolonia, suscrito en 1988 para reformar y modernizar la educación superior europea con la construcción del Espacio Europeo de Educación Superior (EEE), es el impulso a la movilidad de estudiantes y personal académico.
Autores como Montes y Geías señalan que fenómenos, como la creciente virtualización e internacionalización de la educación superior, impulsarán la movilidad académica en la modalidad virtual.
Si bien, la movilidad estudiantil , en modalidad virtual puede aportar múltiples beneficios a los estudiantes, varios autores señalan que ésta no puede considerarse como un sustituto de la movilidad presencial, sino más bien como una modalidad complementaria.
En el caso de la República Argentina, la Universidad Blas Pascal, ofrece una Licenciatura en Psicopedagogía En línea  Archivado el 28 de octubre de 2017 en Wayback Machine.. Mientras tanto, la Universidad Sur Andina, que forma parte de la Universidad Nacional de la Patagonia San Juan Bosco, dictará una maestría en Enseñanza en Escenarios Digitales .